# Luis Héctor Villalba
Luis Héctor Villalba (Buenos Aires, 11 ottobre 1934) è un cardinale e arcivescovo cattolico argentino.

## Biografia
È entrato in seminario nel 1952 dopo aver conseguito il titolo di perito mercantile nelle scuole statali.
È stato ordinato sacerdote il 24 settembre 1960.
Nel 1961 ha ottenuto la licenza in Teologia e in Storia ecclesiastica presso la Pontificia Università Gregoriana.
Nel 1967 è stato nominato prefetto nel seminario maggiore e docente nella Facoltà di Teologia dell'Università Cattolica di Buenos Aires. Nel 1968 è divenuto primo direttore dell'Istituto vocazionale San José, ove gli aspiranti al sacerdozio dell'arcidiocesi si preparano ai corsi di Filosofia e Teologia. Dal 1969 al 1971 è stato decano della Facoltà di Teologia e nel 1972 è stato nominato parroco di Santa Rosa da Lima a Buenos Aires.
Il 20 ottobre 1984 è stato eletto vescovo titolare di Ofena ed ausiliare di Buenos Aires.
Il 16 luglio 1991 è stato trasferito alla sede di San Martín.
È stato arcivescovo metropolita di Tucumán dall'8 luglio 1999 al 10 giugno 2011.
È stato amministratore apostolico di Santiago del Estero dall'agosto 2005 al maggio 2006.
In seno alla Conferenza Episcopale di Argentina, è stato primo vicepresidente per due mandati consecutivi (2005-2008 e 2008-2011), essendo presidente l'allora arcivescovo di Buenos Aires Jorge Mario Bergoglio. In precedenza era stato presidente della Commissione episcopale per la Catechesi e membro di quella per l'Apostolato dei Laici.
Nel concistoro del 14 febbraio 2015 papa Francesco lo ha nominato cardinale presbitero di San Girolamo a Corviale.

## Genealogia episcopale e successione apostolica
La genealogia episcopale è:
- Cardinale Scipione Rebiba
- Cardinale Giulio Antonio Santori
- Cardinale Girolamo Bernerio, O.P.
- Arcivescovo Galeazzo Sanvitale
- Cardinale Ludovico Ludovisi
- Cardinale Luigi Caetani
- Cardinale Ulderico Carpegna
- Cardinale Paluzzo Paluzzi Altieri degli Albertoni
- Papa Benedetto XIII
- Papa Benedetto XIV
- Papa Clemente XIII
- Cardinale Bernardino Giraud
- Cardinale Alessandro Mattei
- Cardinale Pietro Francesco Galleffi
- Cardinale Giacomo Filippo Fransoni
- Cardinale Carlo Sacconi
- Cardinale Edward Henry Howard
- Cardinale Mariano Rampolla del Tindaro
- Cardinale Antonio Vico
- Arcivescovo Filippo Cortesi
- Arcivescovo Fermín Emilio Lafitte
- Cardinale Juan Carlos Aramburu
- Cardinale Luis Héctor Villalba

La successione apostolica è:
- Vescovo Luis Urbanč (2007)
- Arcivescovo Carlos Alberto Sánchez (2017)